# IPhone 11
El iPhone 11 es un teléfono inteligente de gama alta con pantalla táctil producido por Apple, Inc. Fue presentado el 10 de septiembre de 2019 junto con el iPhone 11 Pro y el iPhone 11 Pro Max. El modelo cuenta con el chip Apple A13 Bionic y un nuevo sistema de cámara dual ultra ancho. Mientras que el iPhone 11 Pro presenta un nuevo cargador rápido de 18 vatios, el iPhone 11 presenta el mismo cargador de 5 vatios encontrado en iPhones anteriores.

## Privacidad
El iPhone 11 es el primer iPhone que no permite desactivar la recolección de datos de ubicación, algo que ha molestado a los grupos pro-privacidad.

## Diseño
El iPhone 11 está disponible en 6 colores: Blanco, negro, verde, amarillo, malva y rojo (Product Red). Está compuesto por una trasera del cristal más resistente que Apple asegura haber fabricado y una pantalla delantera de 6,1 pulgadas.